# Egweil
Egweil è un comune tedesco di 1 062 abitanti, situato nel land della Baviera.